# ماسک سیاه (فیلم)
نقاب سیاه (به چینی: 黑俠) یک فیلم ابرقهرمان اکشن محصول سال ۱۹۹۶ سینمای هنگ کنگ با بازی جت لی، شان لائو، کارن موک و آنتونی وانگ است. این فیلم توسط دنیل لی کارگردانی شد و توسط تسوی هارک تولید شد. در سال ۱۹۹۹، این فیلم به زبان انگلیسی دوبله شد و در ایالات متحده منتشر شد.
در سال ۲۰۰۲، دنباله ای به نام ماسک سیاه ۲: شهر ماسک‌ها با بازی اندی آن و اسکات ادکینز منتشر شد.

## داستان
بازمانده یک پروژه سوپر سرباز به عنوان یک قهرمان نقابدار، باید با رفقای سابق خود مبارزه کند و…